# Бентивольо (коммуна)
Бентивольо (итал. Bentivoglio) — коммуна в Италии, расположена в области Эмилия-Романья, подчиняется административному центру Болонья.
Население коммуны, на 01.01.2024 года, составляет 5783 человека, плотность населения — 113,47 чел./км². Коммуна занимает площадь 50,96 км². Почтовый индекс — 40010. Телефонный код — 051.
Святой покровительницей коммуны почитается Пресвятая Дева Мария помощница христиан, день памяти ежегодно отмечается 24 мая.

## Администрация коммуны
Главой коммуны является мэр Аличе Векки (итал. Alice Vecchi), c 10 июня 2024 года.
Муниципалитет входит в движение «Соглашение мэров».

## Галерея

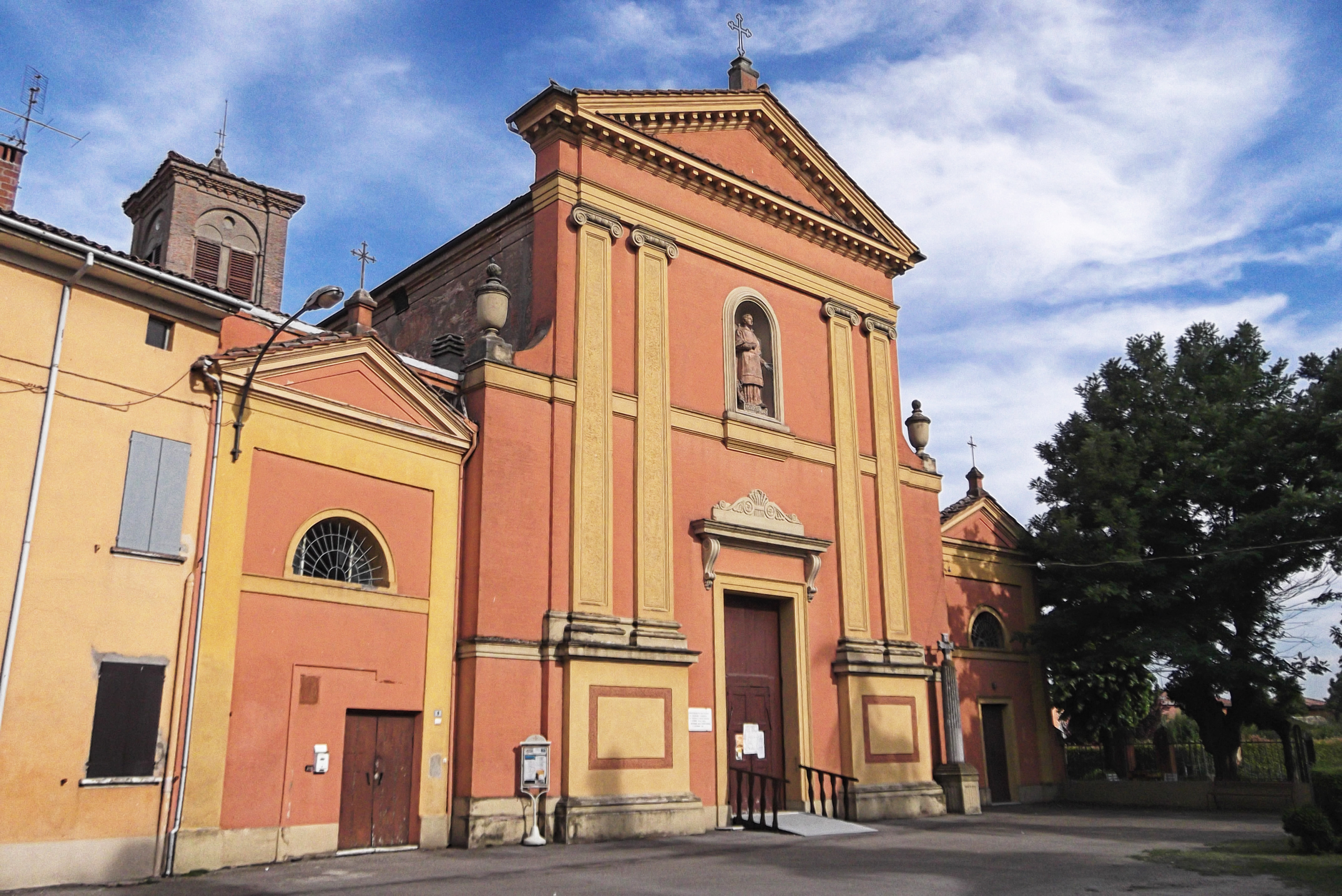
Храм святого Марина
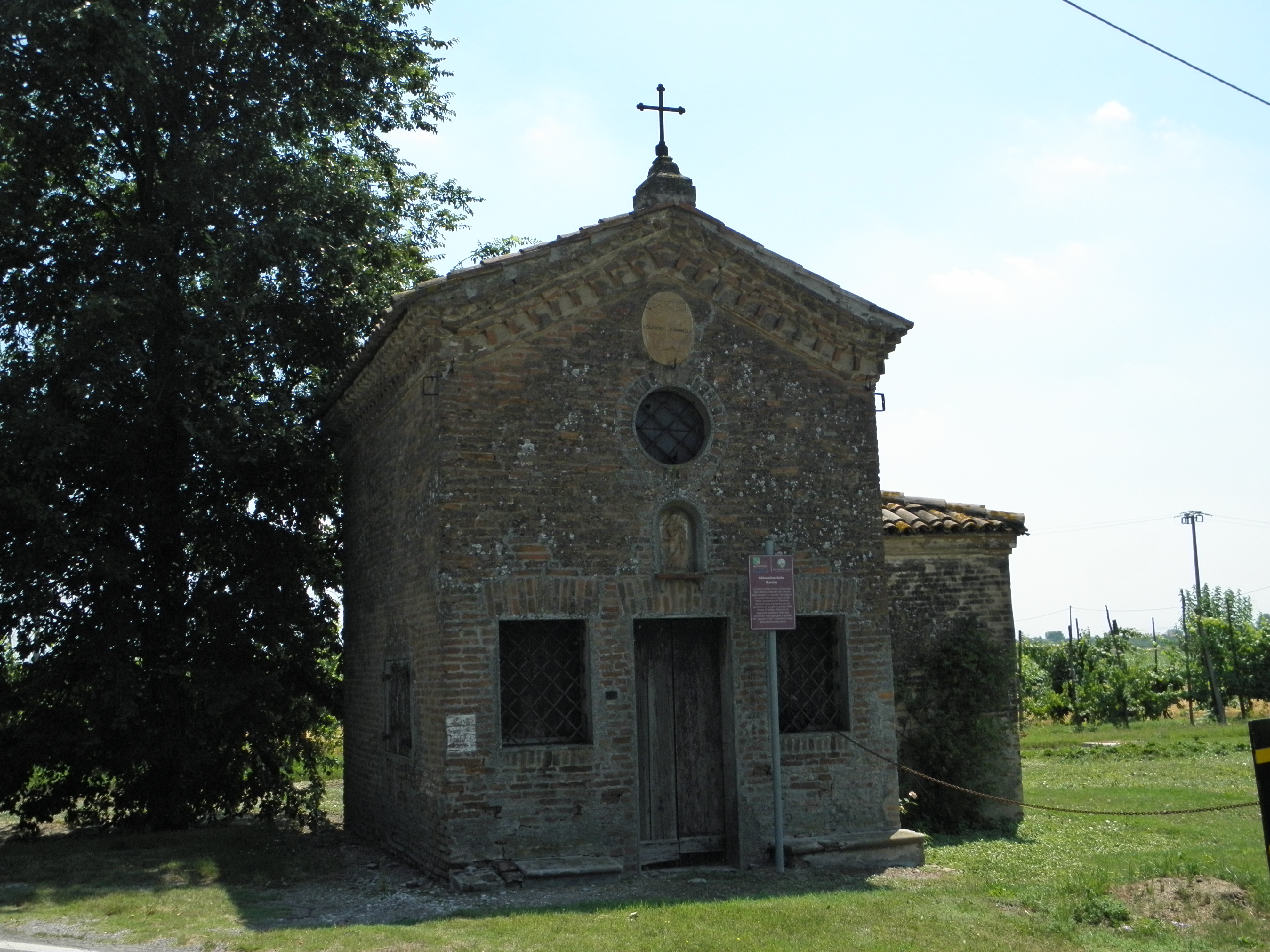
Молельня св. Фолка (San Folco), известная как Chiesolino delle Barche
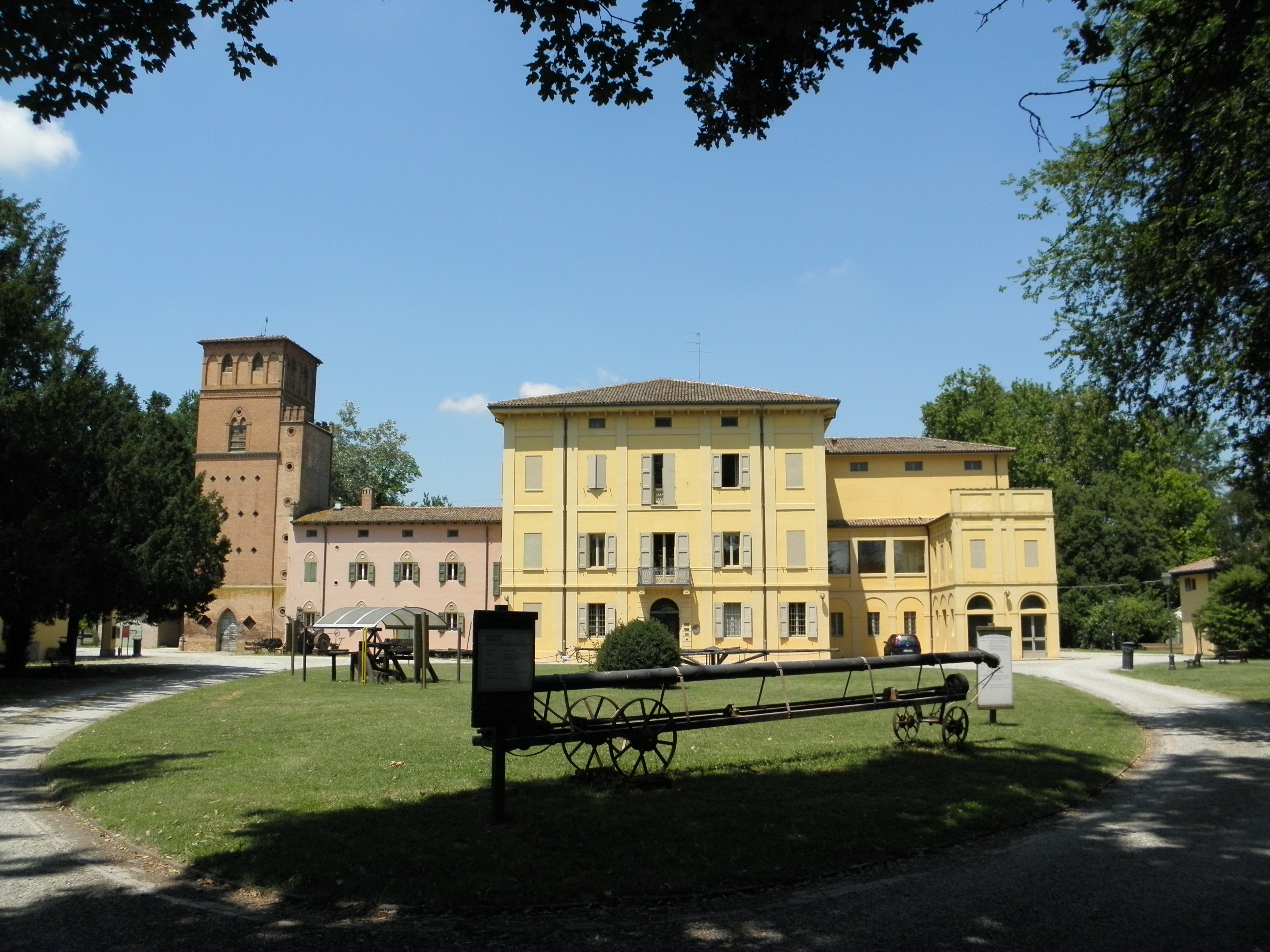
Вход в виллу Смеральди (Villa Smeraldi)
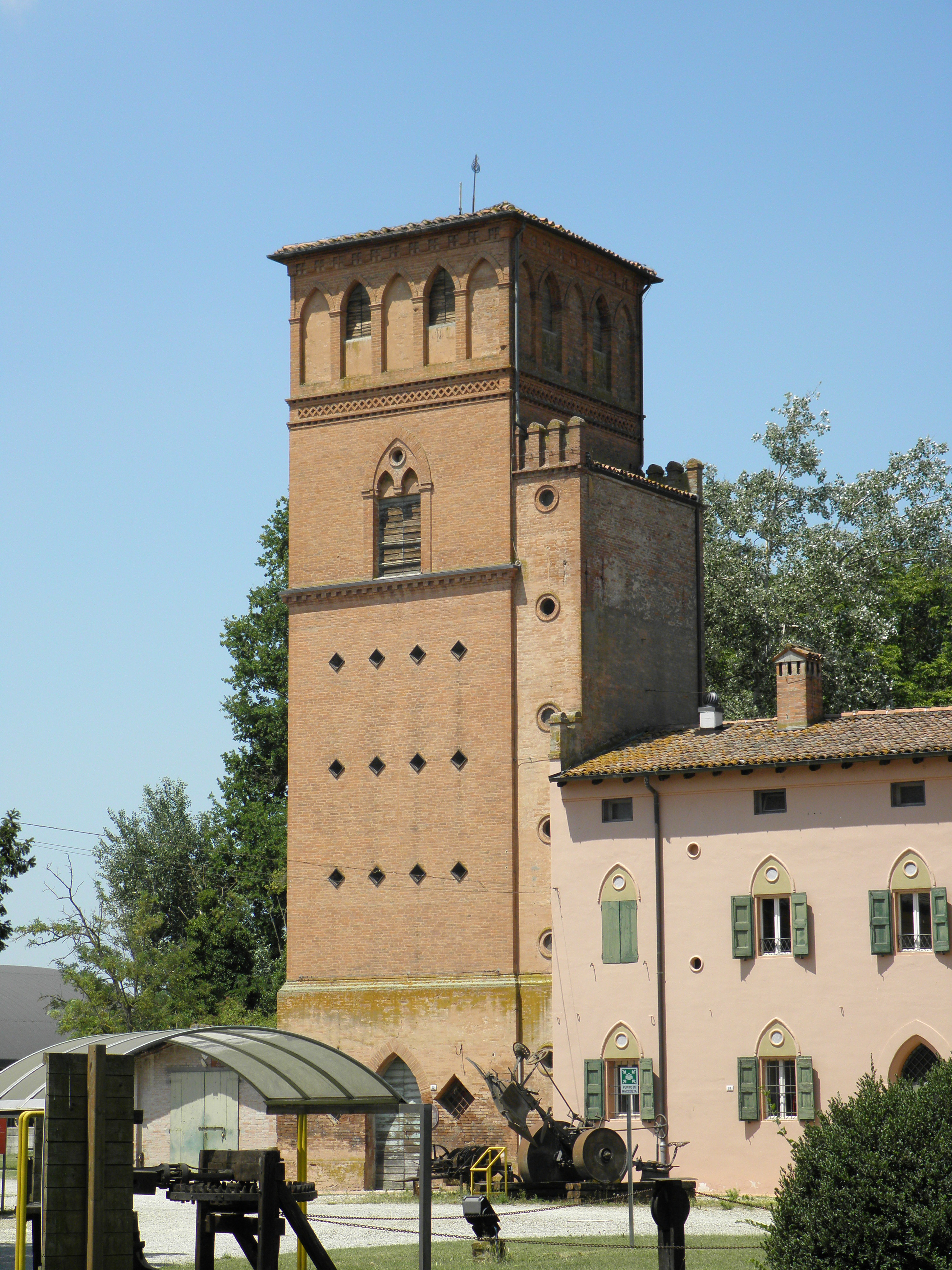
Элемент ворот виллы Смеральди